# Brumath
 Brumath (en alsacià Bröömt) és un municipi francès, situat a la regió del Gran Est, al departament del Baix Rin. L'any 2007 tenia 9.825 habitants.
Forma part del cantó de Brumath, del districte de Haguenau-Wissembourg i de la Comunitat d'aglomeració de Haguenau.

## Demografia
| 1962  | 1968  | 1975  | 1982  | 1990  | 1999  |
| ----- | ----- | ----- | ----- | ----- | ----- |
| 6.801 | 7.357 | 6.888 | 7.702 | 8.182 | 8.930 |

## Administració
| Període   | Identitat         | Partit |
| --------- | ----------------- | ------ |
| 1947-1953 | Charles Metzger   |        |
| 1953-1977 | Victor Fischer    |        |
| 1977-2001 | Bernard Schreiner |        |
| 2001-     | Étienne Wolff     | UMP    |

## Personatges il·lustres
- Gustave Stosskopf, escriptor en alsacià.